# Фокус (фільм)
«Фокус» (англ. Focus) — кримінальна трагікомедія режисерів та сценаристів Гленна Фікарра та Джона Рекуа. У головних ролях — Вілл Сміт, Марго Роббі та Родріго Санторо. Прем'єра в США відбулася 27 лютого 2015. В Україні реліз стрічки мав відбутися 26 лютого 2015, але у зв'язку з внутрішнім конфліктом власників українського прокатника стрічки Кіноманії у лютому 2015 року, український реліз було перенесено на 7 травня 2015 року.
Автор українського перекладу — Сергій SKA Ковальчук.

## Сюжет
Досвідчений шахрай бере молоду привабливу дівчину під своє крило, але все ускладнюється, коли у них починаються романтичні стосунки.

## У ролях
| Актор             | Роль           |
| ----------------- | -------------- |
| Вілл Сміт         | Нікі Сперджен  |
| Марго Роббі       | Джесс Баррретт |
| Родріго Санторо   | Гарріга        |
| Джеральд МакРейні | Бакі Сперджен  |
| Бредлі Вонг       | Ліюань         |
| Адріан Мартінес   | Фархад         |
| Роберт Тейлор     | Мак'юен        |
| Стефані Онор      | Дженіс         |

## Знімання
Знімання фільму відбувалося у Буенос-Айресі та Новому Орлеані.

## Цікаві факти
- Спочатку планували, що головні ролі гратимуть Раян Гослінг та Емма Стоун, але вони обоє вибули з фільму[9].
- Після відходу Раяна Гослінга, головна роль пропонували Бреду Піту і Бену Аффлеку[5][10].
- Крістен Стюарт відмовилася зніматися у фільмі після того, як Вілл Сміт приєднався до проєкту, пославшись на різницю у віці зі Смітом[5].
- Як заміна Крістен Стюарт розглядалися Мішель Вільямс, Джессіка Біл, Роуз Бірн та Олівія Манн[6].